# جيمينيانو
جيمينيانو بلدية في ولاية بياوي في المنطقة الشمالية الشرقية من البرازيل.